# 中國文化大學新聞暨傳播學院
中國文化大學新聞暨傳播學院（英語：Chinese Culture University College of Journalism & Communication），是中國文化大學十三學院之一，創立於1989年，由社會科學院新聞學系、社會科學院廣告學系、工學院印刷傳播學系三系獨立而成。
1993年在私立大學中首先增設大眾傳播學系。大學部現有新聞學系、資訊傳播學系、廣告學系、大眾傳播學系，研究所現有新聞傳播研究所及資訊傳播研究所等系所。

## 沿革
- 1963年：創立新聞學系為新聞傳播學院前身，隸屬社會科學院。
- 1965年：成立三年制印刷工業專修科。
- 1968年：印刷工業專修科改制印刷工程系，隸屬工學院。
- 1983年：增設新聞學系碩士班。
- 1986年：創立廣告學系，為全台第一所創立廣告系之大專院校。[6]
- 1989年：新聞系、廣告系、印工系三系獨立成為新聞暨傳播學院。
- 1990年：成立廣播電視實習中心。
- 1991年：印刷傳播學系更名為資訊傳播學系。
- 1993年：大學部新設大眾傳播學系。
- 1999年：成立「華岡民意測驗調查中心」。
- 2002年：建置新聞暨傳播學院攝影棚。
- 2008年：成立「華岡數位藝廊」。
- 2011年：新設全英語新聞碩士班，提供以全英語授課之碩士學位課程，第一年招收來自波蘭、俄羅斯、韓國、印尼、越南等國際學生共10人。[7]
- 2013年：新聞學系創立50周年。[8]

## 發展階段
第一階段(1963年-1983年)
- 1963年即創立新聞學系，為全台最早設立新聞學之私立大學，創系至今已超過50周年。即有台灣新聞界搖籃之美譽。而傳播學院早期發展是以新聞系為主，並於1983年成立新聞學研究所。

第二階段(1983年-1989年)
- 原工學院印刷傳播學系與社會科學院廣告學系改組新聞暨傳播學院，為國內私立大學首創學院，並有全台第一個廣告學系，為國內少數傳播教育學府。

第三階段(1989年-至今)
- 1993年設立大眾傳播學系，印傳系改名資訊傳播學系等。創院至今，超過20餘年，為國內培養高等傳播人才之搖籃，並於2013年，未來事件交易所評鑑，最好傳播學門全台排名第三[9]。

## 歷任院長
- 王洪鈞教授（1989-1993）
- 馬驥伸教授（1993-2003）
- 李天任教授（2003-2004）
- 沈慧聲教授（2004-2008）
- 葉明德教授（2008-2019）
- 胡幼偉教授（2019-）

## 學系
| 新聞暨傳播學院系所 College of Journalism & Communication Departments | 新聞學系       | 廣告學系           |
| 新聞暨傳播學院系所 College of Journalism & Communication Departments | 資訊傳播學系   | 大眾傳播學系       |
| 新聞暨傳播學院系所 College of Journalism & Communication Departments | 新聞學系碩士班 | 資訊傳播學系碩士班 |

## 出版期刊
- 《中國廣告學刊》[10]
- 《資訊傳播學報》[11]

## 空間設備
新聞暨傳播學院現有大成館、大義館與曉峰紀念館。其中新聞傳播學院院辦公室、廣告系、大傳系位於大成館，資傳系位於大義館。
校內設有「華岡數位媒體園區」，共有《文化一周》、華岡廣播電台、華岡電視台等實習媒體。為新聞系學生於大三之校內分組實習而設至獨立運作之實習媒體，並以服務陽明山地區之師生與居民為重心；其中以《文化一周》歷史最為悠久，於1964年創刊。

## 實習媒體
- 文化一周
- 華岡廣播電台

## 學術交流
- 中国大陆
  - 汕頭大學長江新聞與傳播學院
  - 山東大學文學與新聞傳播學院
  - 西北大學新聞傳播學院
  - 遼寧大學廣播影視學院
  - 澳門大學社會科學與人文學院
  - 海南大學人文傳播學院
  - 浙江大學傳媒與國際文化學院